# Güldżigit Ałykułow
Güldżigit Ałykułow (kirg. Гүлжигит Алыкулов, ros. Гулжигит Жаныбекович Алыкулов Gułżygit Żanybekowicz Ałykułow; ur. 25 listopada 2000 w Biszkeku) – kirgiski piłkarz grający na pozycji skrzydłowego w Niomanie Grodno. W swojej karierze reprezentował także Dordoj Biszkek, Antalyaspor, Chimik Karabałta czy Ałga Biszkek. Reprezentant Kirgistanu.

## Kariera klubowa
Swoją karierę zaczął w juniorach Dordoju Biszkek. W 2017 roku dołączył do szkółki juniorskiej Antalyasporu. Po roku powrócił do ojczyzny, grając w klubach Chimik Karabałta czy Ałga Biszkek. W 2019 podpisał kontrakt z Niomanem Grodno.

## Kariera reprezentacyjna
6 czerwca 2019 zadebiutował w seniorskiej reprezentacji Kirgistanu. Swoją pierwszą bramkę strzelił w wygranym 7:0 meczu z reprezentacją Mjanmy, zdobywając ją prawą nogą. Do tej pory rozegrał 6 meczów i dwa razy pokonał bramkarza przeciwników.